# Делхеуць
Делхеуць, Делхеуці (рум. Dălhăuți) — село у повіті Вранча в Румунії. Входить до складу комуни Кирліджеле.
Село розташоване на відстані 158 км на північний схід від Бухареста, 11 км на захід від Фокшан, 82 км на захід від Галаца, 111 км на схід від Брашова.

## Населення
За даними перепису населення 2002 року у селі проживали 708 осіб, усі — румуни. Усі жителі села рідною мовою назвали румунську.